# コリン・アレクサンダー・マクヴェイン
コリン・アレクサンダー・マクヴェイン（英: Colin Alexander McVean、1838年3月6日 - 1912年1月18日）は、スコットランド生まれの技術者で、明治初期の工部省と内務省において国土測量・地図作成、気象観測、地震観測、建築営繕を指揮した。
日本生まれの長女ヘレン・ブロディは外交官ジョン・ガビンズと結婚し、その次男のコリン・ガビンズは特殊作戦執行部の長官を務めた。
二つの簡略な自伝とともに、膨大な日記、手紙、絵画、図書、骨董品を残し、文書は遺族の一人が保管し、日本古美術品の一部はケルヴィングローブ美術博物館 (Kelvingrove Art Gallery and Museum) に収められている。

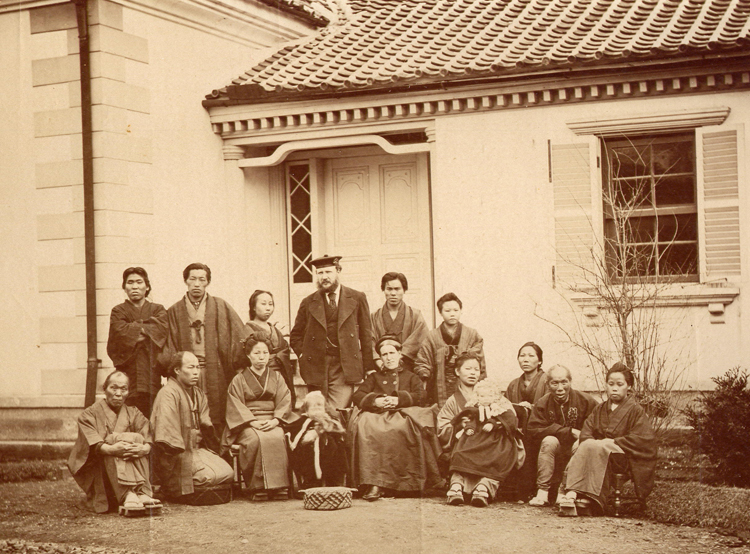
大和屋敷官舎のマクヴェイン一家、1872年頃

## 生い立ちと来日まで
スコットランドのフリー・チャーチのアイオナ及びロス教区牧師だったドナルド・マクヴェイン (Donald McVean) と、スザンナ・マックリーン（Susanna McLean）夫妻の長男として生まれた。牧師館（現コルンバ・ホテル）のすぐ横にはトーマス・テルフォード (Thomas Telford) の設計した教会が建っていた。
13歳の時、父親に連れられロンドン万国博覧会を見学し、技術者になることを決心した。エジンバラのロイヤル・ハイ・スクール (Royal High School, Edinburgh) を卒業し、マッカラム・アンド・ダンダス技術事務所 (McCallum and Dundas) で5年間の技術研修。その後、海軍本部の水域測量局 (United Kingdom Hydrographic Office) に勤務し、チャールズ・オットー提督率いる測量船でヘブリディーズ諸島の測量に従事。1864年、ウィリアム・マカンダリシュ (William McCandlish) 技術事務所に雇われ、3年間、ブルガリアのヴァルナ鉄道建設に従事。

## 来日の経緯
幕府は、1866年、英仏政府の協力の下に灯台建設を始めることになり、イギリス公使のハリー・パークスはイギリス政府に灯台建設技術者の派遣と、日本海域測量のために測量船の派遣を要請した。派遣された測量船シルヴィア号にはマクヴェインの友人であったウィリアム・マックスウェル (William Francis Maxwell, RN) が副艦長として乗船しており、1867年暮れに横浜に到着すると、マクヴェインに北方灯台局を管理するエジンバラのスティブンソン事務所 (David Stevenson engineer)) が灯台建設技師を募集することを知らせた。マクヴェインはアーチバルド・ブランデルとともに副技師として採用され、主任技師はリチャード・ヘンリー・ブラントン (Richard Brunton) 。
3ヶ月間の技術研修を受け、日本に渡航する直前にペニキュク (Penicuik) の大製紙工場主アレクサンダー・コーワンの末娘マリー・ウッドと結婚した。結婚証人は妻方の親戚であるグラスゴーの建築家キャンベル・ダグラス (Campbell Douglas) とエジンバラのカンスタブル出版社のアーチバルド・カンスタブル (Archibald Constable) 。
海軍測量局時代の元同僚のウィリアム・チーズマンと、日本でよい仕事が見付かったら呼び寄せることを約束した。

## 灯明台掛勤務
1868年8月に横浜に到着し、主任技師ブラントンの指揮のもとで、横浜外国人居留地の測量と地図作成、イギリス領事館敷地の測量、横浜港整備、灯明台掛事務所・工作場・宿舎などの建物建設、測量船の設計などを行い、翌年には神子元島灯台の建設を開始した。

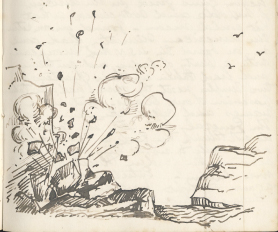
神子元島灯台基礎設置のための爆破作業、マクヴェインのスケッチ、1869年4月

長女が生まれたばかりで下田に渡り、3ヶ月にわたって日本人の役人と石工とともに神子元島灯台建設に従事したが、お互いに意思疎通がうまくいかず、工事は困難を極めた。ブラントンに工事手順の見直しを求めたが、聞き入れられず、ブランデルとともに灯明台掛に辞職を申し出をした。
日英政府の仲介による雇用契約であったため、北方灯台局は穏便な解決法をさぐり、この辞職を認め、北方灯台局とともにブラントンの妻のウォーコップWauchope家が日本の灯台建設を支援することで決着。
マクヴェインは帰国旅費が支払われず、横浜でヴァルカン鉄工所を経営、ブランデルは7ヵ月後に鉄道掛に転属。

## ヴァルカン鉄工所

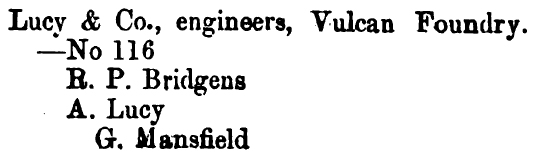
Vulcan Foundry in China & Japan Directory, 1869

マクヴェイン夫妻は横浜到着時から、ジェームス・カーティス・ヘボンやマーカンタイル銀行 (Mercantile Bank of India, London and China) のアラン・シャンド (Alexander Allan Shand) らと親しくしており、灯明台掛を辞職してからは弁天の官舎からヘボン邸に移り住んだ。仕事ではアーネスト・ウェトン (Ernest Wetton) とヴァルカン鉄工所を共同経営し、技師のリチャード・ブリジェンス、ウィットフィールド、ドーソンらと協働していた。
1869年にイギリスから戻り、民部省管轄の横須賀製鉄所・横浜製鉄所担当になっていた山尾庸三と横浜で出会い、スコットランドに共通の知人がいることから急速に親しい間柄になった。鉄道主任技師のエドモンド・モレルの助言を受けて、伊藤博文は工部省を立ち上げようとしており、それを受けて山尾は工部省の具体像を思案していた。その際に、モレルの強い提案で技術者養成機関（技術学校）を、またマクヴェインの提案で測量部局を付け加えることにした。
フリーメイソン横浜ロッジの会員であり、1871年から管財係を務めていた。

## 工部省測量司
1871年9月28日（明治4年8月14日）に工部省が10寮1司の組織で正式に発足すると、マクヴェインは測量師長（主任技師）として採用され、建築営繕を含む、多方面にわたり山尾の任務を支えた。
　国土測地測量遂行のためには日本人測量士の育成が急務と考え、まず測量学校を開設した。鉄道寮から技師補としてヘンリー・ジョイナー、測量教師としてリチャード・ライマー・ジョーンズ (Richard Oliver Rymer-Jones) とジョージ・イートン (George Eaton) を転任させ、測量司の最初期体制を整えた。
　最初、山尾が測量正を兼務したが、すぐに旧佐賀藩の松尾辰五郎をその任にあて、その下に村田文夫（野村文夫）をおいた。
マクヴェインは本業務に関連する気象観測、天体観測、さらに地震観測も視野に入れ、山尾と相談し、そのための機材を購入し、また担当職員を雇用することにした。駐英仏弁務官の鮫島尚信にイギリスでの機材購入と人員雇用契約を依頼したが、機材購入の方は叶わず、本人が一時帰国することを決心した。

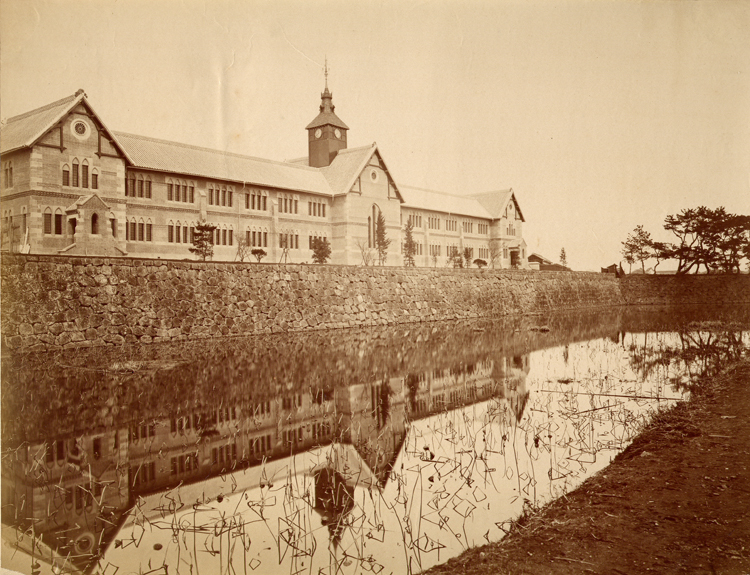
工学寮工学校校舎, マクヴェインとジョイナーの設計及び施工管理, 1874年

　その間、銀座大火後の再開発計画案の作成、旧江戸城一円の測量と地図作成を行い、コスモ・イネス (Cosmo Innes) の紹介で英領インドから測量士のハーディを含む3名、1872年暮れにはイギリスから測量士のチースマン、クラセン、スチュワートと建築士のチャールズ・アルフレッド・シャストール・ド・ボアンヴィルが来日した。1872年5月に測量正の松尾辰五郎が急逝し、河野通信（かわのつうしんと読む。後に越智姓となる）が測量正となり、新たに室田秀雄が測量権助に採用された。
　1873年5月、河野通信と研修生の小林八郎を伴って一時帰国し、各種測量観測器機を購入し、また海軍測量局の元同僚のヘンリー・シャボー (Henry Scharbau) とウィリアム・バージェスの雇用契約をまとめた。その中にはトロートン&シムス社 (Troughton & Simms) の光学器機、カセラ社 (L. Casella) の気象観測器機、さらにナポリ地震観測台のルイージ・パルミエリ (Luigi Palmieri) 台長発明の地震記録計などが含まれていた。
　山尾の承認を得て、イギリスの測量及び観測関連機関へ公式訪問し協力関係を築いた。グリニッジ天文台ではトロートン&シムス社が行っている天体観測器機設置作業を視察し、そこでジェームス・シムス (James Simms) から金星の太陽面通過観測の手法の指南を受けた。同年12月にはスコットランド気象協会 (Scottish Meteorological Society) から気象観測の技術支援を受ける協定を結んだ。
　建築営繕として山尾庸三や三条実美らの公邸、工部省本庁や勧工寮の公共建築、虎ノ門から紀尾井町にかけての多くの洋風官庁建築と公邸建築を設計し、横浜から林忠恕を呼び寄せ施工監理に当たらせた。
　工部省から博覧会事務局副総裁に出向した佐野常民から、ウィーン万国博覧会日本館の展示方法を相談され、展示キャビネットを設計し、その製造をキャンベル・ダグラスを通してエジンバラのウィリアム・スコット・モートン社 (William Scott Morton & Co.) に発注した。また、1873年ロンドン経常博覧会の視察調査にきていた富田淳久と武田昌次にも便宜を提供した。
　岩倉使節団は、1872年、スコットランドを訪問した際、マクヴェインの義兄が市長を務めるエジンバラ市役所と、妻の実家のコーワン製紙工場で盛大な歓迎を受けた。同行した久米邦武は大変親切な人たちがいるものだと感心したが、マクヴェイン夫妻が手配したものであった。
　1873年から1874年にかけての一時帰国の間に、以下の協会の会員となった。
1. エジンバラ王立物理学協会 (Royal Physical Society of Edinburgh) , 1874年1月. 『江戸の野鳥 (On the Ornithology of Yedo)』 read in 1874 Annual Meeting of Royal Physical Society of Edinburgh.
2. スコットランド気象協会 (Scottish Meteorological Society) , 1874年1月. 山尾の代理として、日本の気象観測の創始のための協力支援を受ける協定を結んだ。
3. 近衛アーチャー隊 (Royal Company of Archers) , Queen’s Body Guard for Scotland, 1873年.
4. 王立地理学協会 (Royal Geographical Society) , 1874年.

## 内務省地理寮

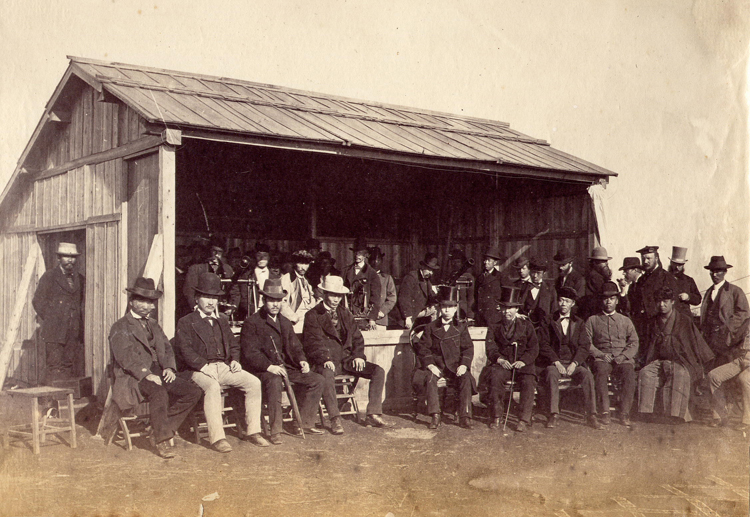
内務省地理寮による金星太陽面通過観測, 1874年12月. 出典：参考資料.3. 下段に三条実美、伊藤博文、杉浦譲、村田文夫、室田秀雄、荒井郁之助、小林一知らが列席し、上段にマクヴェイン、キャンベル、シャボー、スチュワートらの顔が見える.

マクヴェインは人員と器機装置が揃ったところで、自らの指揮の下にシャボーを実務担当、ジョイナーを気象担当、バージェスを教育担当にしよう想定していた。
　マクヴェインが一時帰国している最中に、測量司は内務省に移管され、そこには旧大蔵省土木寮から新たな職員が加わっていた。河野に5ヵ月遅れてマクヴェインが1874年5月に帰任すると、内務省測量司は混乱を極めていた。河野の辞職、工部省測量司以来の職員と新たに加わった旧幕臣技官との対立、旧幕臣技官による御雇い外国人排斥運動、それにハーディの職務怠慢事件が重なり、改組の中で村田とジョイナーは局内を統率できずにいた。
　1874年5月24日にイギリスで購入した各種機材が横浜港に到着し、また同年7月1日にシャボーが来日したが、内務卿大久保利通は全国測量事業に消極的で、測量司を地理寮の量地課に縮小改組し、また課内の指示系統は混乱した。そのような中で、徐々に関東地方の三角測量、神戸-大阪-京都測量、気象観測、金星の太陽面通過観測の準備を始めた。
　内務省地理寮量地課の金星日面通過観測は、日照計の発明で知られるジョン・フランシス・キャンベル (John Francis Campbell) の支援により実施した。このキャンベルは、1874年11月に世界旅行の途中に日本に立ち寄り、マクヴェインとともに御殿山に観測所及びカメラ・オブスクラを設営し、多くの観覧者を楽しませた。
　気象観測は、1875年5月、チャレンジャー号（海洋探検）のチャールズ・ワイヴィル・トムソン (Charles Wyville Thomson) 隊長らの指導により公式に実施できるようになった。トムソンはマクヴェインの妻のマリーの兄姉と大変親しくしており、大和屋敷のマクヴェイン家に1週間にわたり滞在し、副隊長のトマス・ティザード (Thomas Henry Tizard) とともにマクヴェインらの気象観測に助言した。。そして、マクヴェインは半年後の同年12月2日付で最初の気象観測レジスターを公表した 。
　1875年5月、佐賀の乱を鎮圧し、西南戦争に備える内務卿大久保利通は省内各署の予算削減をめざし、全国測地測量を諦めて要地測量に重点を移すことに、また、外国人職員の雇用契約を更新しないことに決めた。マクヴェインは、1875年の暮れに満期を迎える部下たちの一年延長を大久保に訴えたが翻意はなく、自分だけ残ることはせずに早期退職をした。

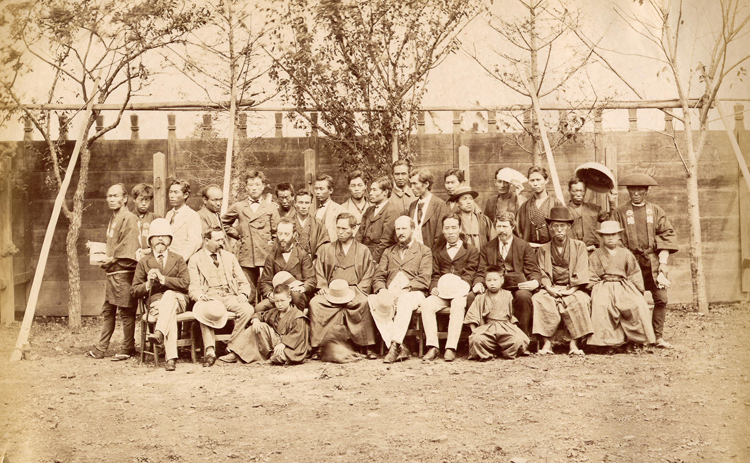
内務省地理寮量地局記念写真, 1875年. 出典：参考資料.3. 下段左からシャボー、チースメン、スチュワート、室田秀雄、マクヴェイン、村田文夫らが並ぶ. 上段に館潔彦と大川通久と冨田淳久の顔が判別できる.

　1875年7月に内務省庁舎と地理寮建物が全焼し、測量野帳や地図原本、さらに多くの器機も失ってしまった。気象観測器機は大和屋敷の旧官舎に設置してあったため、無事であった。この時に工部省測量司（建築営繕を含む）時代からの文書が焼失したため、マクヴェインの業績が顧みられることはなかった。
　鳥類学者ヘンリー・イールス・ドレッサー (Henry Eeles Dresser) から日本の野鳥標本を頼まれ、数十種類を送った。

## 帰国後
チェスターでしばしの間、領地管財人を勤めた後、1885年、マル島キリモアにあるアーガイル公の別荘を借り自給自足の生活を始めた。
　自らの子供が成人し海外勤務を始めると、彼らの子供を引き取り養育に当たった。その中には長女ヘレンと駐日大使館書記官ジョン・ガビンズの子供たちがおり、この二人の次男が特殊作戦執行部 (SOE) 長官となるコリン・ガビンズである。『オリオンラインOrion Line』や『血の臭跡Bloodspoor（ジェームス・マクヴェインのペンネーム）』の著者ニコラス・ルアード (Nicholas Luard) もまた、マクヴェインの外孫である。姪のヘレン・ワトソン（ヘレン・バナーマン）は、「ちびくろサンボ」などの童話作家になった。
　帰国直後、マクヴェイン夫妻はたびたびイザベラ・バードの訪問をうけ、日本滞在経験を子細に紹介した。日本行きを逡巡するバードに日本在住の友人知人を紹介し、彼女の日本旅行に便宜を提供した。
　1888年に開催されたグラスゴー国際博覧会 (International Exhibition of Science, Art and Industry) の日本展示に、マクヴェイン所蔵の古美術品1000点余りが貸し出され、その後、ケルヴィングローブ博物館に寄贈された。